# IWireless
iWireless LLC è un operatore di rete mobile virtuale statunitense che fornisce servizi di telecomunicazioni nazionali tramite la Nationwide Sprint Network. Il marchio iWireless, è stato distribuito entro la metà del 2008 in oltre 2.200 località, inclusi negozi banner come Dillons, Ralphs, Fred Meyer e Fry's Food and Drug. Unico tra gli operatori wireless statunitensi, iWireless ha creato un'offerta fedeltà che consente ai clienti di guadagnare premi su piani selezionati quando utilizzano la carta fedeltà del loro acquirente per gli acquisti idonei in negozio. Nel maggio del 2019, la società ha annunciato che il nome del suo marchio di prodotti prepagati cambiava da "i-wireless, a Kroger Co." a "Kroger Wireless".

## Kroger Wireless
i-wireless dba Kroger Wireless è il servizio wireless a marchio privato venduto esclusivamente all'interno dei negozi Kroger Family of Companies. L'azienda offre piani tariffari "illimitati" che includono conversazioni / SMS illimitati e dati illimitati.
Kroger Wireless invita i clienti ad acquistare telefoni presso punti vendita Kroger selezionati, tramite il loro sito web o portando il loro dispositivo Sprint idoneo per l'attivazione. Inoltre, ospita l'app Kroger Wireless My Account per i clienti mobili Android o iOS.